# Corymbia
Corymbia es un género  de 113 especies de árboles que hasta mediados de la década de 1990 estaban clasificados como especies del género Eucalyptus. Se incluyen en este género los conocidos como "bloodwoods" (maderas de sangre, palos de sangre o árboles de sangre) y "ghost gums" (eucaliptos fantasmas). Los "bloodwoods" habían sido reconocidos desde 1879 como un grupo aparte dentro del gran y diverso género de Eucalyptus. La investigación molecular en los años 90, sin embargo, demostró que, junto con los "ghost gums", están más relacionados con Angophora que con los eucaliptos, y es probablemente mejor observarlos como género separado. Los tres géneros -Angophora, Corymbia y Eucalyptus - están muy relacionados, y normalmente es difícil de diferenciarlos, y aún popularmente se refieren a todos ello como "eucaliptos".
Algunas de las más conocidas especies de Corymbia:
- Corymbia aparrerinja (eucalipto fantasma)
- Corymbia calophylla (eucalipto Marri o de Port Gregory).
- Corymbia citriodora (eucalipto olor de limón). Un árbol grande con el tronco liso, natural del centro y del norte de  Queensland y plantado en muchas otras áreas, es bien conocido para la belleza de su tronco de color blanco o gris claro e inmediatamente reconocido por el olor fuerte a limón de sus hojas.
- Corymbia eximia
- Corymbia ficifolia (eucalipto de flor roja).
- Corymbia maculata (eucalipto manchado). Otro árbol popular de jardín que muda su corteza en trozos redondeados irregulares  y distintivos que adquieren una gama de diversos colores que van desde el crema, azul grisáceo, anaranjado, rosa o rojo. Se desarrollan de forma natural en la costa de Nueva Gales del Sur y en la zona  suroriental de Queensland pero también se han cutivado en muchas áreas, EL eucalipto manchado es estimado por su madera resistente, de grano fino, que se utiliza para manijas de herramientas y otros usos donde son esenciales la dureza y al mismo tiempo la resistencia al combeo, e.g. su madera se utilizaba para las ruedas de madera de los carros.
- Corymbia opaca (madera de sangre, palo de sangre o árbol de sangre). Nativo de Australia Central.
- Corymbia tessellaris.

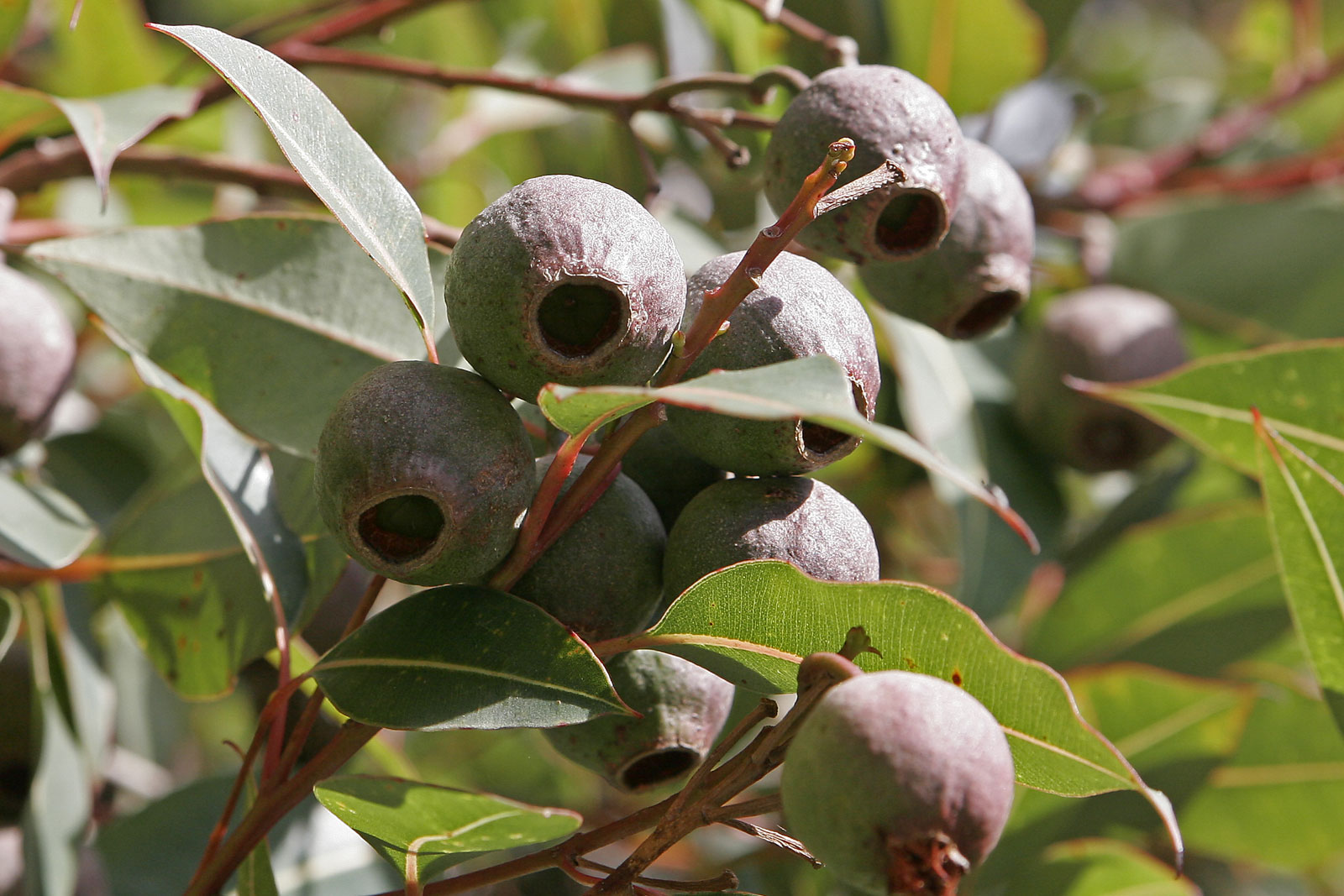
Frutos de gomero
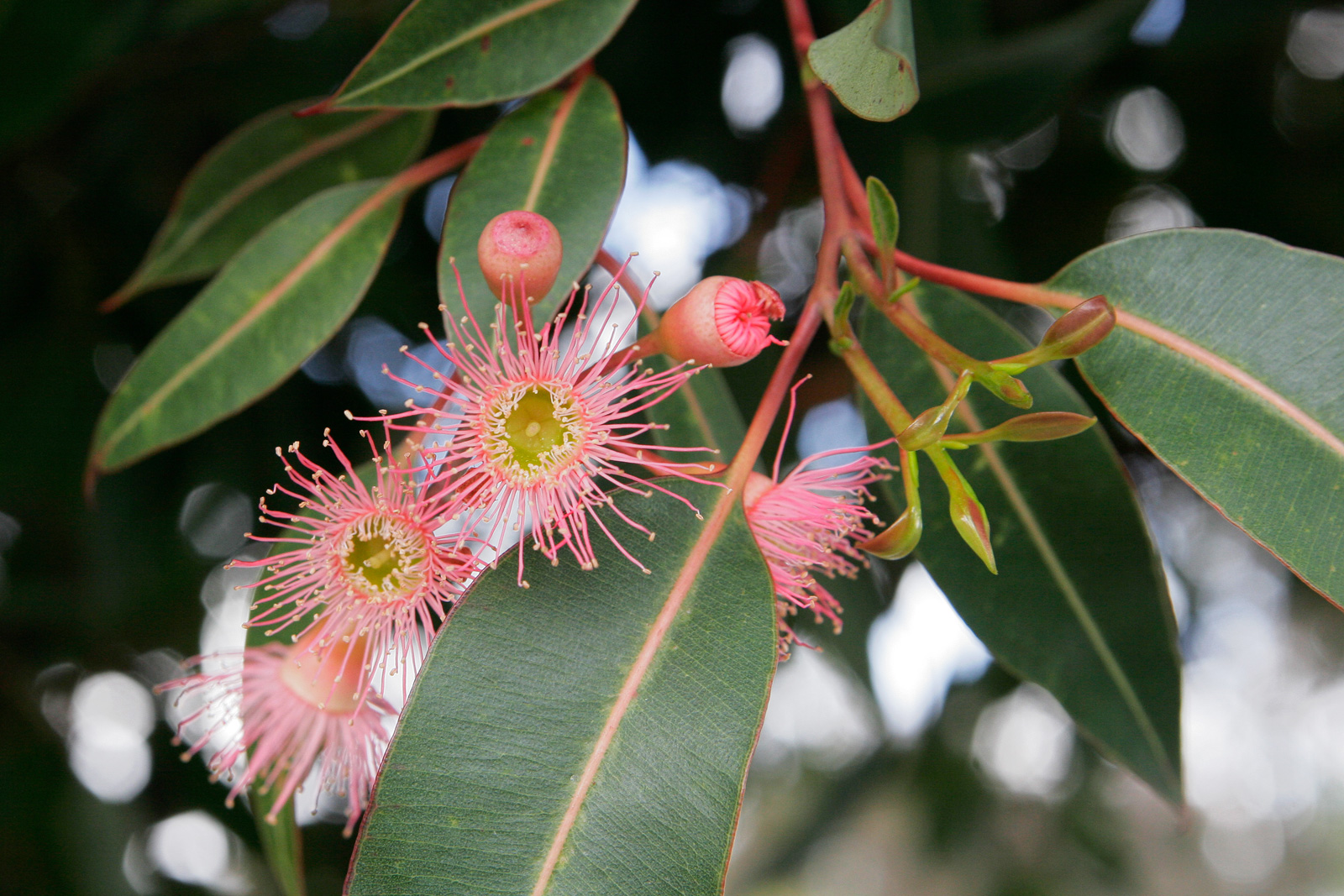
flores de gomero
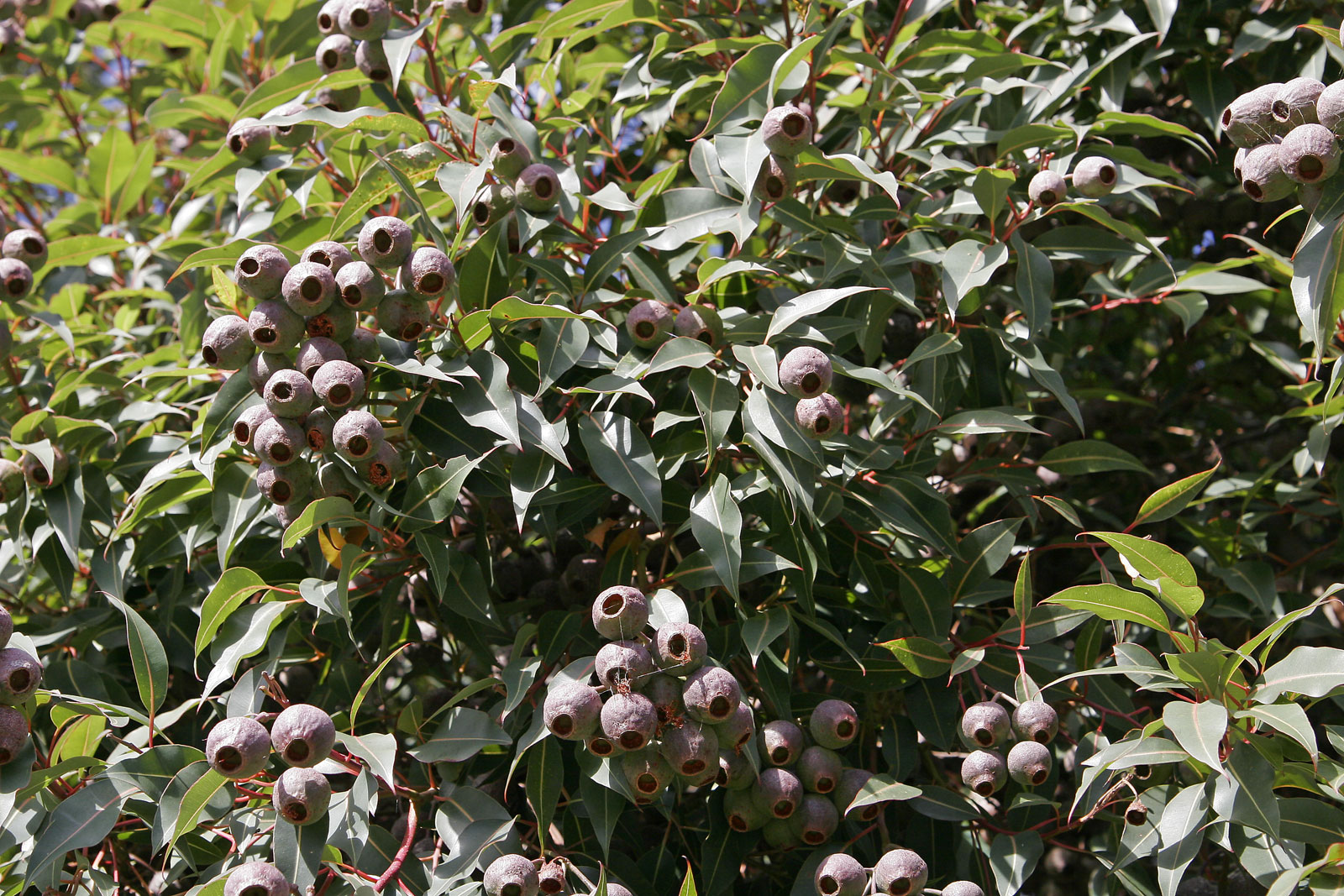
Gomero